# Jarosławice (województwo świętokrzyskie)
Jarosławice – wieś w Polsce, położona w województwie świętokrzyskim, w powiecie buskim, w gminie Tuczępy.
W latach 1975–1998 miejscowość administracyjnie należała do województwa kieleckiego.

## Części wsi
| SIMC    | Nazwa                 | Rodzaj    |
| ------- | --------------------- | --------- |
| 0275292 | Jarosławice-Nowa Wieś | część wsi |
| 0275300 | Piaski                | część wsi |

## Dawne części wsi – obiekty fizjograficzne
W latach 70. XX wieku przyporządkowano i opracowano spis lokalnych części integralnych dla Jarosławic zawarty w tabeli 1.

| Nazwa wsi – miasta | Nazwy części wsi – miasta            | Nazwy obiektów fizjograficznych – charakter obiektu |
| ------------------ | ------------------------------------ | --- |
| I. Gromada TUCZĘPY |                                      | |
| 1. Jarosławice     | 1. Nowa Wieś 2. Piaski 3. Stara Wieś | 1. Dodatki — pole , las 2. Górki — las 3. Łączyna — pole 4. Od kolejki — pole 5. Ścieżka — pole 6. U Gościńca — pole 7. Wschodnia — pole , łąka 8. Żabieniec — pole , łąka |

## Literatura
1. Kaczmarek Leon (red. nauk. zeszytu), Taszycki Witold (red. nauk. wyd.): Urzędowe Nazwy miejscowości i obiektów fizjograficznych. 33. Powiat staszowski województwo kieleckie. Komisja ustalania nazw miejscowości i obiektów fizjograficznych (do użytku służbowego). Z: 33. Warszawa: Urząd Rady Ministrów. Biuro do Spraw Prezydiów Rad Narodowych, 1970. Brak numerów stron w książce